# Isthmohyla angustilineata
Isthmohyla angustilineata es una especie de anfibios de la familia Hylidae.
Habita en Costa Rica y Panamá.
Sus hábitats naturales incluyen montanos secos, marismas de agua dulce y corrientes intermitentes de agua.